# Otto Schnock

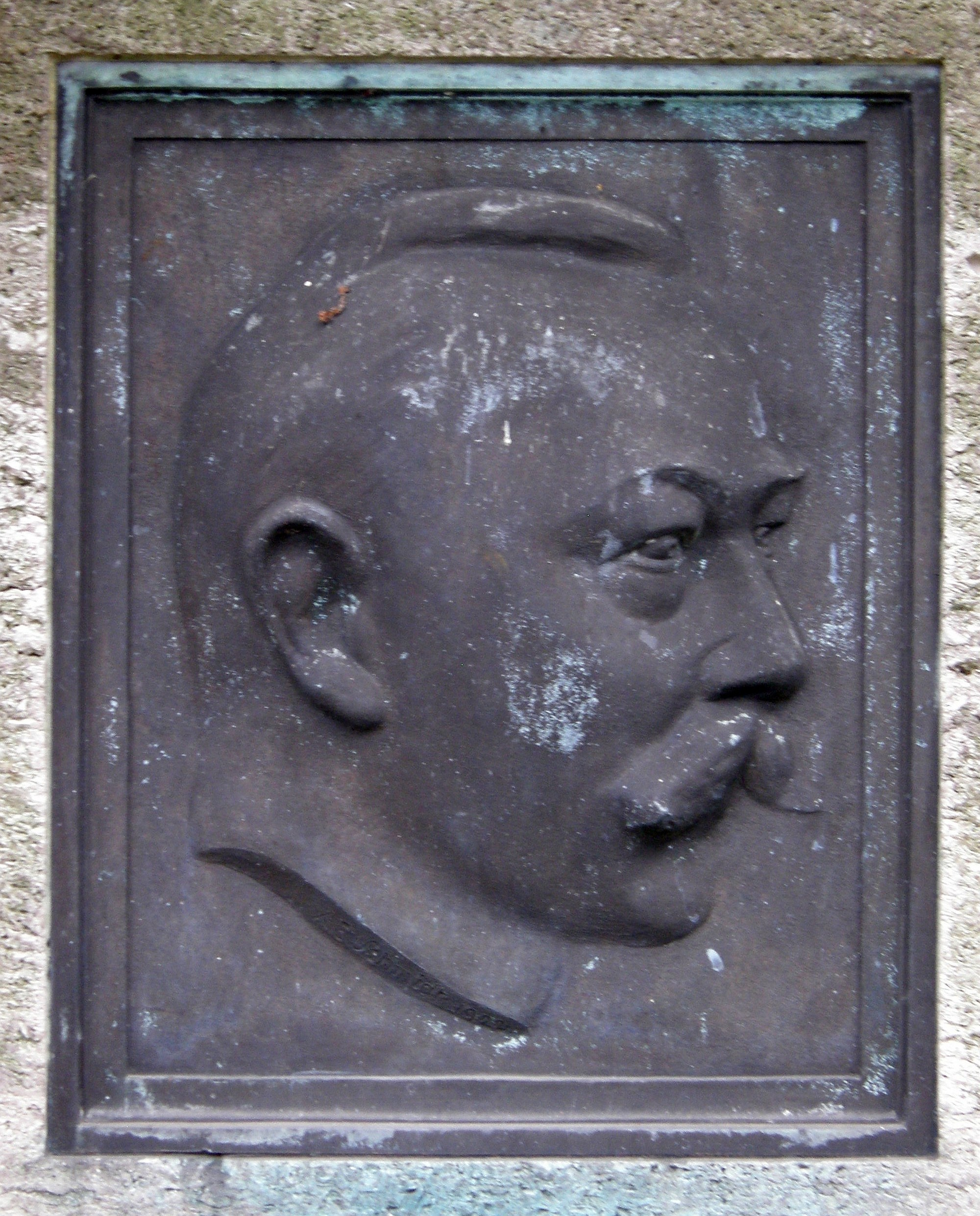
Otto Schnock (Porträtrelief auf dem Grabstein)

Otto Karl Friedrich August Schnock (* 11. Juni 1865 in Etgersleben, Kreis Wanzleben; † 9. Januar 1922 in Berlin) war ein deutscher Bauunternehmer und Architekt sowie Kommunalpolitiker in Wilmersdorf.

## Leben

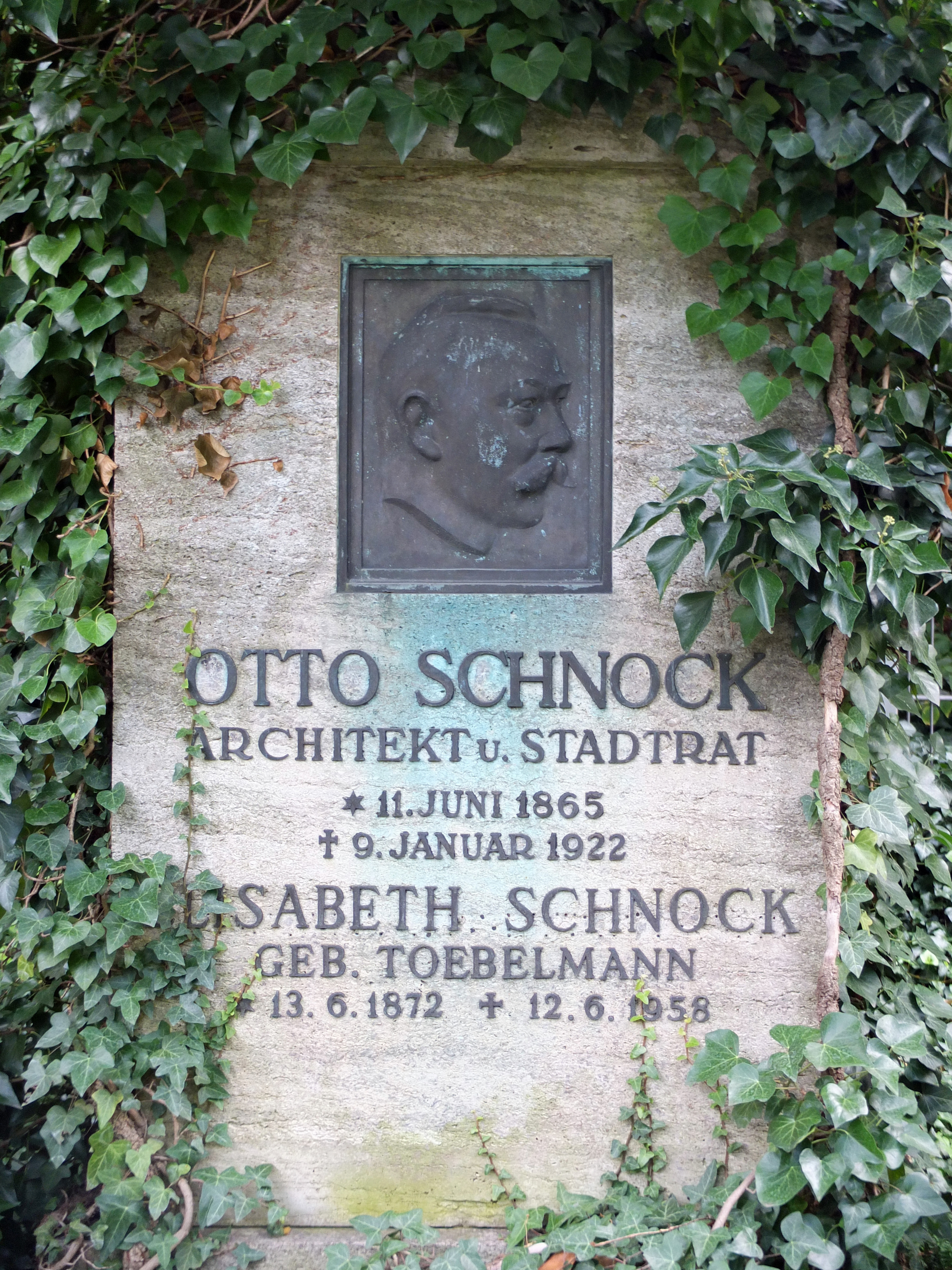
Grabmal Schnock

Schnock absolvierte eine Maurer- und Zimmermannslehre und wohnte seit der ersten Hälfte der 1890er Jahre im Haus Knesebeckstraße 85. Ab 1908 lebte er in Berlin-Halensee, Kurfürstendamm 130. Schnock war mit Elisabeth geb. Toebelmann (* 13. Juni 1872; † 12. Juni 1958) verheiratet, einer Tochter des Architekten Georg Toebelmann. Gemeinsam mit seinem Schwiegervater errichtete er für den Berliner Asylverein für Obdachlose 1895–1896 das Asyl für Obdachlose „Die Wiesenburg“, Wiesenstraße 55 in Berlin-Gesundbrunnen.
Nachdem die Gemeinde Deutsch Wilmersdorf 1906 aus dem Kreis Teltow ausgeschieden war und die Stadtrechte erhalten hatte, wurde Schnock unbesoldeter Stadtrat. Er blieb bis zur Eingemeindung Wilmersdorfs nach Groß-Berlin am 1. Oktober 1920 Wilmersdorfer Stadtrat.
Schnock engagierte sich stark für den Bau der evangelischen Hochmeisterkirche, in deren Kirchbau-Verein er Mitglied war. Er konnte den Erwerb des Bauplatzes zu einem relativ günstigen Preis vermitteln, entwarf die Kirche und kümmerte sich um die Bauausführung.
Schnock wurde auf dem Friedhof Wilmersdorf im Planquadrat B 11 beigesetzt. Sein Grab schmückt ein mit „V. E. Schmidt 1922“ signiertes Relief.

## Bauten
- 1893–1894: Wohn- und Geschäftshaus Goethestraße 71 in Berlin-Charlottenburg (unter Denkmalschutz)[4]
- 1895–1896: Obdachlosenunterkunft „Wiesenburg“ für den Berliner Asylverein für Obdachlose, Wiesenstraße 55 in Berlin-Gesundbrunnen (unter Denkmalschutz)[5]
- 1897–1898: Wohn- und Geschäftshaus Kurfürstendamm 213 in Berlin-Charlottenburg (unter Denkmalschutz)[6]
- 1900–1901: Wohn- und Geschäftshaus Kurfürstendamm 130 am Henriettenplatz in Berlin-Halensee[7]
- 1902–1903: Wohn- und Geschäftshaus Kurfürstendamm 196/196a in Berlin-Charlottenburg (zerstört)[8]
- 1908–1910: evangelische Hochmeisterkirche in Berlin-Halensee (unter Denkmalschutz)[9]
- 1909–1911: Wohn- und Geschäftshaus Kurfürstendamm 69 in Berlin-Charlottenburg (1964/1965 verändert, unter Denkmalschutz)[10]